# Cris Cosmo

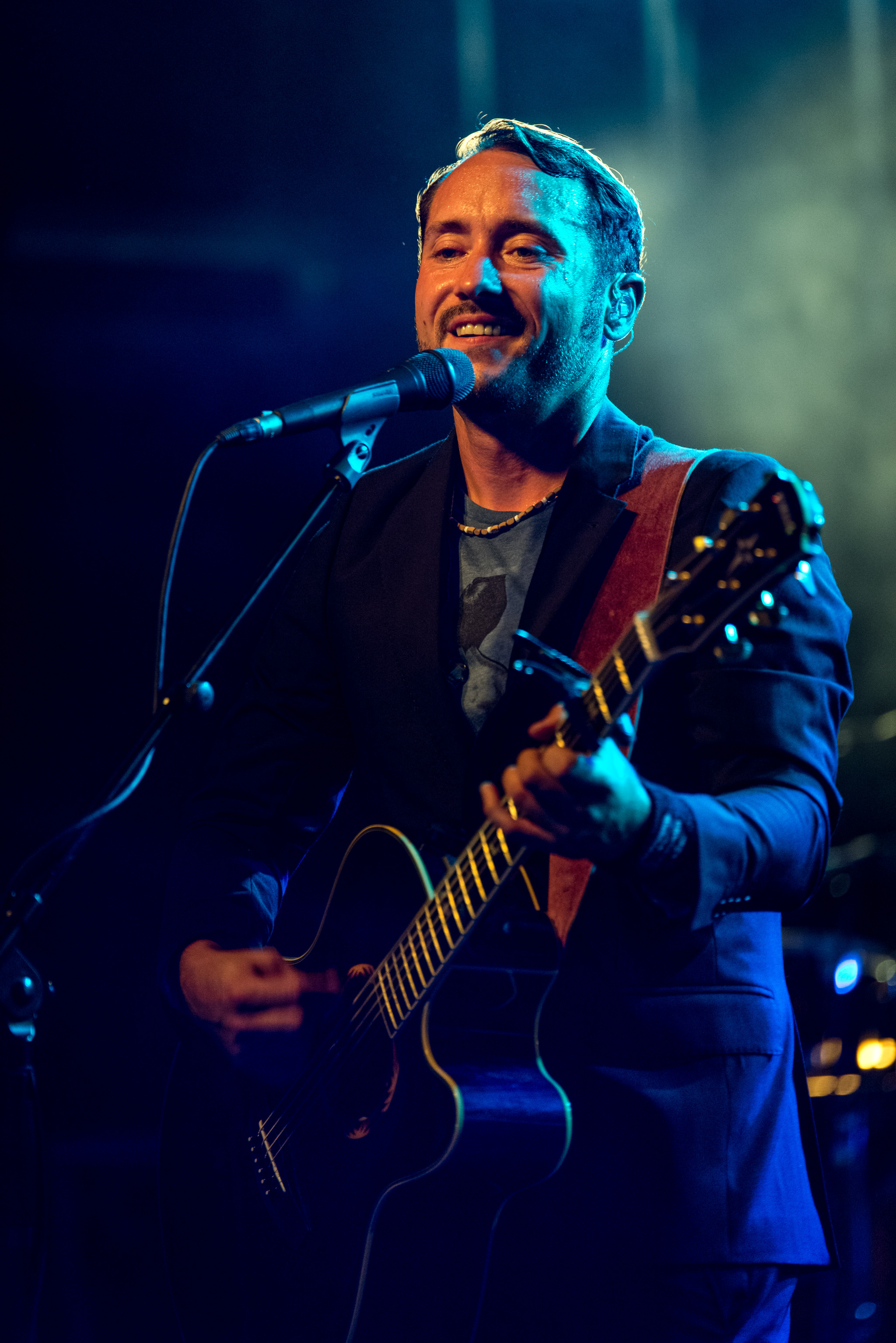
Cris Cosmo & Band Live 2014 Free & Easy Festival

Cris Cosmo (bürgerlich: Christian Gingerich; * 17. Februar 1978 in Bretten) ist ein deutscher Musiker.

## Leben
Cris Cosmo wuchs in Gondelsheim auf. Er war als Teenager mit seiner Band NTS und als Straßenmusiker unterwegs. In Chile erhielt er seinen Künstlernamen Cris Cosmo. Nach Anfangserfolgen mit seiner Band NTS, der Echo-Nominierung 2002 und 50.000 verkauften Einheiten der Single Ich und Du, entwickelt Cris Cosmo in Berlin und an der Popakademie Baden-Württemberg in Mannheim seinen Stil: Deutsche und lateinamerikanische Texte, die Akustikgitarre als tragendes Element und ein Mix aus Reggae, lateinamerikanischen Rhythmen und clubbigen Beats.
Mit der Single Herzschlag nahm Cosmo am 28. September 2012 für das Bundesland Hessen beim Bundesvision Song Contest in Berlin teil und belegte den 12. Platz.
2017 und 2019 wurde Cris Cosmo für den German Songwriting Award nominiert. Er wohnte zwölf Jahre lang in Eppingen und lebt und arbeitet seit 2021 in Bühl (Baden). Er ist verheiratet und hat drei Kinder aus erster Ehe. Neben seiner Tätigkeit als Musiker betreibt er eine Live-Booking-Agentur.

## Diskografie

### Alben
- 2008: Sandkorn (Nova MD / feiyr.com)
- 2009: Musik für die Bewegung (Nova MD / feiyr.com)
- 2012: Mund zu Mund (Nova MD / feiyr.com)
- 2015: Alles Blau (Nova MD / feiyr.com)
- 2019: Jaguar (Nova MD / feiyr.com)
- 2021: BlitzSongs Vol.1 (Nova MD / feiyr.com)
- 2023: Ein Teil von allem (Nova MD / feiyr.com)

### Singles
- 2008: Ich liebe Dich dafür
- 2009: Reisender / Wo die Sonne das Meer berührt
- 2009: Cosmopolit
- 2010: Scheiss auf Facebook
- 2012: Herzschlag
- 2013: Wach auf
- 2015: Du berührst etwas in mir
- 2015: Zeit haben
- 2018: Blaues Gold (feat. Mambé)
- 2018: Namasté
- 2020: Beweg Deinen Body
- 2023: Meisterwerk
- 2023: Viens